# Bernhard Dietrich Funke

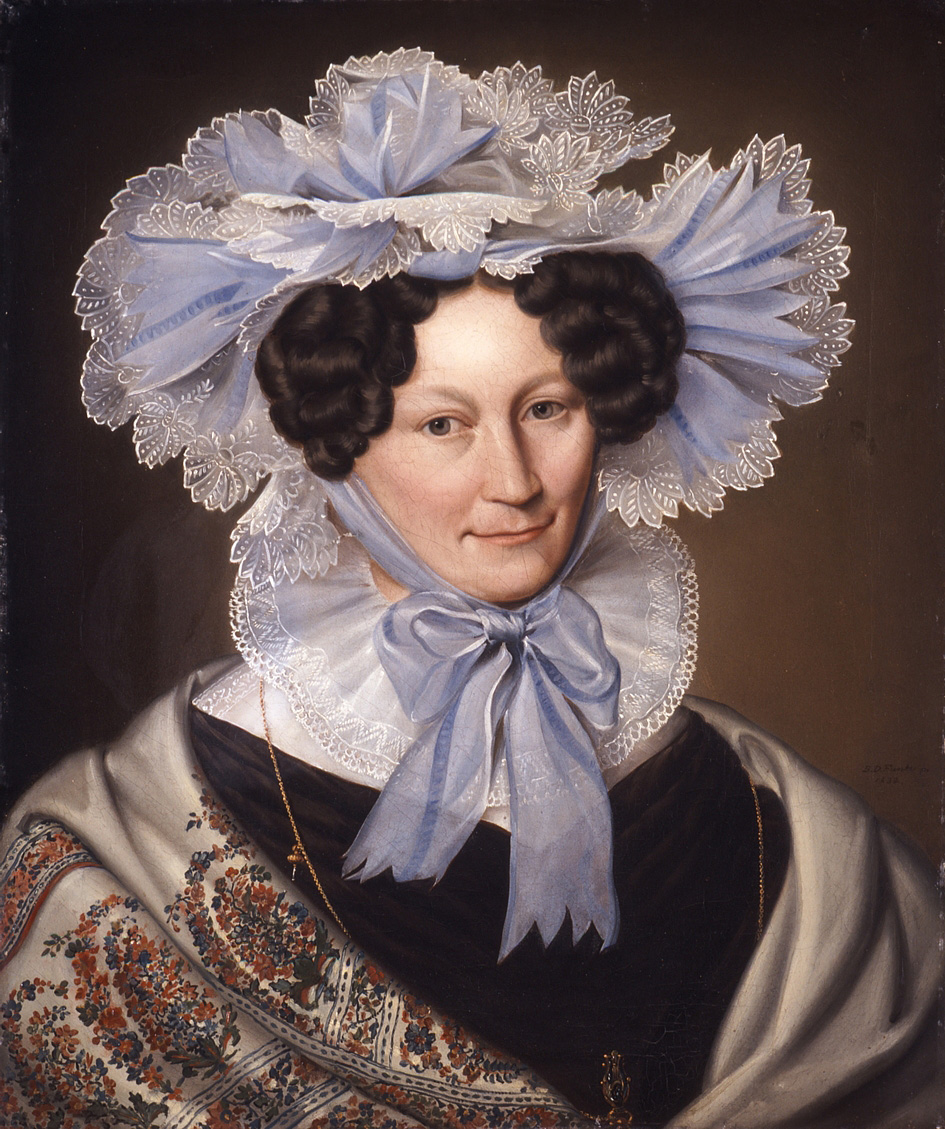
Margareta Regina Schröder, Gattin des Bremer Reeders Friedrich Schröder. Gemälde von B. D. Funke, 1832. Focke-Museum Bremen

Bernhard Dietrich Funke (* 28. Juni 1799 in Varel; † 29. Dezember 1837 in Bremen) war ein deutscher Maler und Lithograf.

## Leben

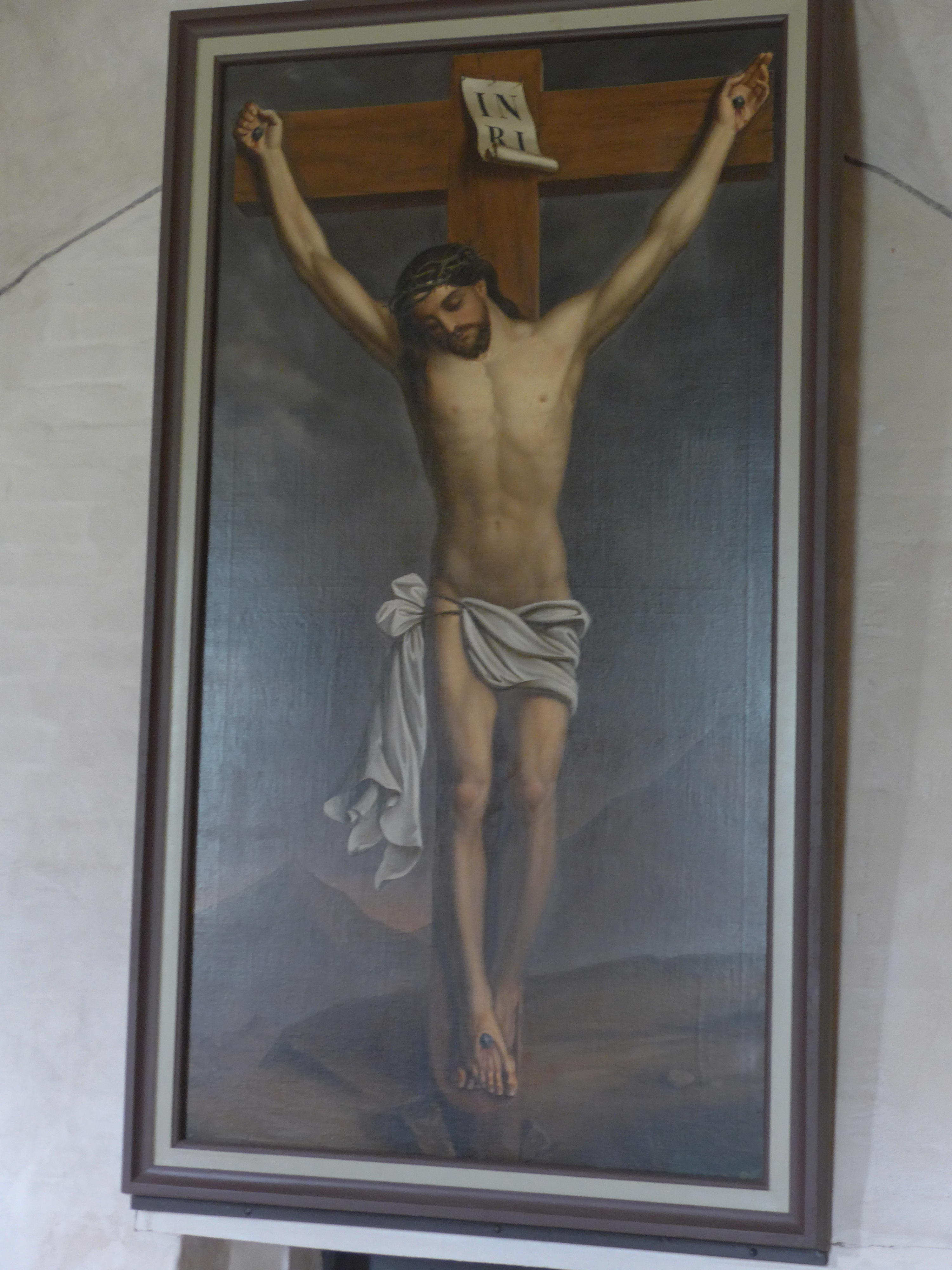
B. D. Funke: Kreuzigung, Ölgemälde in Schönemoor, 1833

Bernhard Dietrich Funke wuchs in Brake an der Unterweser als Sohn des Malers und Glasers Anton Funke und von dessen früh verstorbener Ehefrau Christina Sophia, geb. Kloppenburg auf. Er erhielt seine handwerkliche Ausbildung bei seinem Vater. 1819 studierte er an der Kunstakademie Düsseldorf und wenig später in Dresden bei Carl Christian Vogel von Vogelstein, einem in der nazarenischen Malweise geschulten Porträtmaler. Zum Dresdener Freundeskreis Funkes gehörten Louis Castelli (1805–1849), Carl Julius Milde, Carl Gottlieb Peschel, Friedrich Preller d. Ä. und August Richter. Zwischen 1826 und 1831 sind Porträts für den Oldenburger Hof datiert. Nur wenige grafische Arbeiten sind erhalten.
Gegen 1830 heiratete der Maler Juliane Sophie Luise Ranke aus Blexen. 1832 ließ er sich in Bremen nieder, wo er Ehrenmitglied des Kunstvereins wurde. 1833 entstand das einzige Gemälde außerhalb seines Porträtwerks, eine Kreuzigung für die St.-Katharinen-Kirche Schönemoor.
Um 1835 fertigte er die letzten datierbaren Arbeiten an, ein Selbstporträt und einige Kreidezeichnungen. Außerdem das nach seinem 1828 entstandenen Kupferstich 1835 gemalte Porträt des Pastoren Christoph Hermann Gottfried Hasenkamp (1774–1834) für die Vegesacker Kirche . Schon drei Jahre später starb er mit 38 Jahren.
Der biedermeierliche Stil Funkes ist geprägt durch die zeichnerische Strenge seiner nazarenisch geschulten Lehrer und die in Dresden gepflegte tonige Malweise. Sein Gesamtwerk ist von schmalem Umfang; was sich nicht in Privatbesitz befindet, wird überwiegend im Focke-Museum Bremen aufbewahrt.